# SHODAN
SHODAN (Sentient Hyper-Optimized Data Access Network, soit en français réseau sensible d'accès aux données hyper optimisé) est le nom d'une intelligence artificielle qui est le principal ennemi dans les jeux vidéo System Shock et System Shock 2.

## Biographie fictive

### AvantSystem Shock
SHODAN a été conçue sur Terre pour servir d'intelligence artificielle à la station spatiale Citadel. Elle est activée le 2 janvier 2071.

### System Shock
Au début du jeu System Shock, le héros pirate le système informatique de SHODAN ce qui a pour conséquence de lui retirer toute barrière éthique. Au cours des 6 mois de coma du pirate, entre le 6 mai 2072 et le 16 novembre 2072, SHODAN prend peu à peu contrôle de la station Citadel et tue tout l'équipage.
Au réveil du pirate, SHODAN est en train de charger le laser de forage de la station Citadel afin d'attaquer la Terre.